# رؤیاهای مجله
رویاهای مجله (به انگلیسی: Magazine Dreams) یک فیلم درام آمریکایی محصول سال ۲۰۲۳ به نویسندگی و کارگردانی الیجا باینام با بازی جاناتان میجرز، هیلی بنت، تیلور پیج، مایک اوهرن، هریسون پیج و هریت سنسوم هریس است. فیلم ماجرای زندگی یک بدنساز آماتور سیاه‌پوست را روایت می‌کند که برای راه یافتن به موفقیت و سلبریتی شدن تلاش می‌کند.
اولین نمایش جهانی این فیلم در جشنواره فیلم ساندنس در ۲۰ ژانویه ۲۰۲۳ بود. این فیلم ابتدا قرار بود که در تاریخ ۸ دسامبر ۲۰۲۳ به صورت سینمایی توسط کمپانی سرچلایت پیکچرز منتشر شود، اما به دلیل اعتصابات ۲۰۲۳ سگ-افترا و جنجال‌های مرتبط با جاناتان میجرز از برنامه انتشار حذف شد و توسط این توزیع‌کننده کنار گذاشته شد. پس از آن، کمپانی Briarcliff Entertainment حقوق توزیع داخلی فیلم را به دست آورد و آن را در ۲۱ مارس ۲۰۲۵ اکران کرد.

## داستان
کیلیان، یک بدنساز آماتور آمریکایی آفریقایی‌تبار برای ایجاد ارتباطات اجتماعی تلاش می‌کند. او آرزوی یک حرفه موفق در صحنه بدنسازی را دارد. در عین حال در کنترل خلق و خوی غیرقابل پیش‌بینی خود مشکل دارد. کیلیان با پدربزرگ بیمار خود، کهنه سرباز سابق، زندگی می‌کند. بین جلسات درمانی به دستور دادگاه و کار پاره وقت در یک فروشگاه مواد غذایی، او مرتباً بدن خود را فولادین‌تر می‌کند. در محل کار، او عاشق یک خانم صندوقدار می‌شود که با او دوستانه رفتار می‌کند. در عین حال، پزشکان به او توصیه می‌کنند که بدنسازی را کنار بگذارد زیرا ممکن است باعث آسیب دائمی به بدن او شود.